# Standard missile

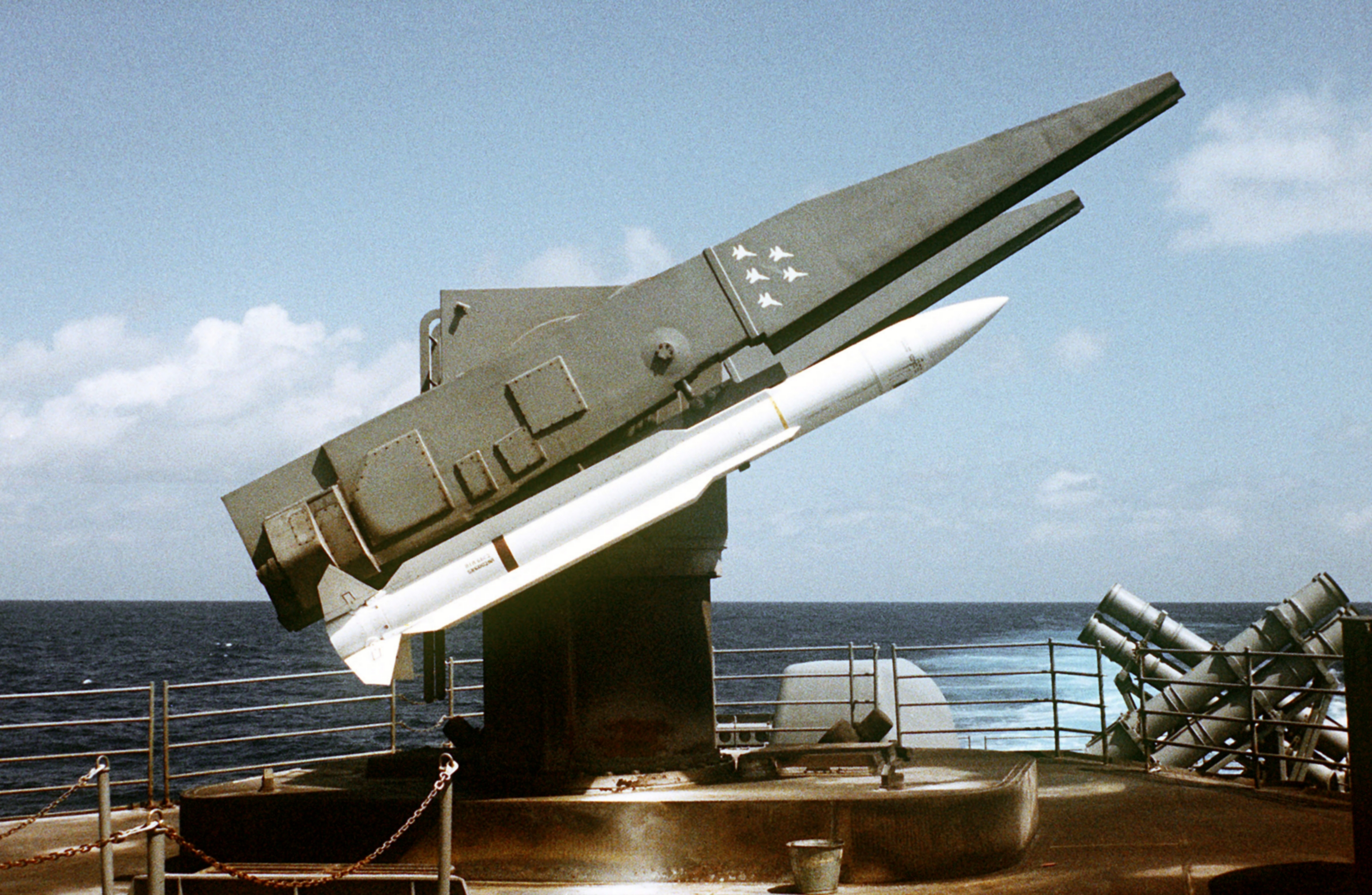
Lanceerinstallatie met RIM-66 raketten aan boord van de USS Ticonderoga (CG-47).

De Standard missile is een familie van luchtdoelraketten voor de middellange afstand, oorspronkelijk ontwikkeld voor de United States Navy. De SM-2 kan  ook andere schepen uitschakelen: tijdens Operation Praying Mantis schakelde USS Simpson (FFG-56) met vijf SM-2 het Iraans fast attack craft Joshan uit.

## Achtergrond
De ontwikkeling van de Standard missile begon in de jaren zestig. De raketten (Standard missile-1) vervingen vanaf ongeveer 1970 de Terrier en Tartar luchtdoelraketten van de Amerikaanse marine.
De verbeterde Standard missile-2 kwam in de jaren tachtig in gebruik en vormt het hart van het Amerikaanse Aegis Combat System voor luchtverdediging.

## Varianten
De raket bestaat in 2 varianten:

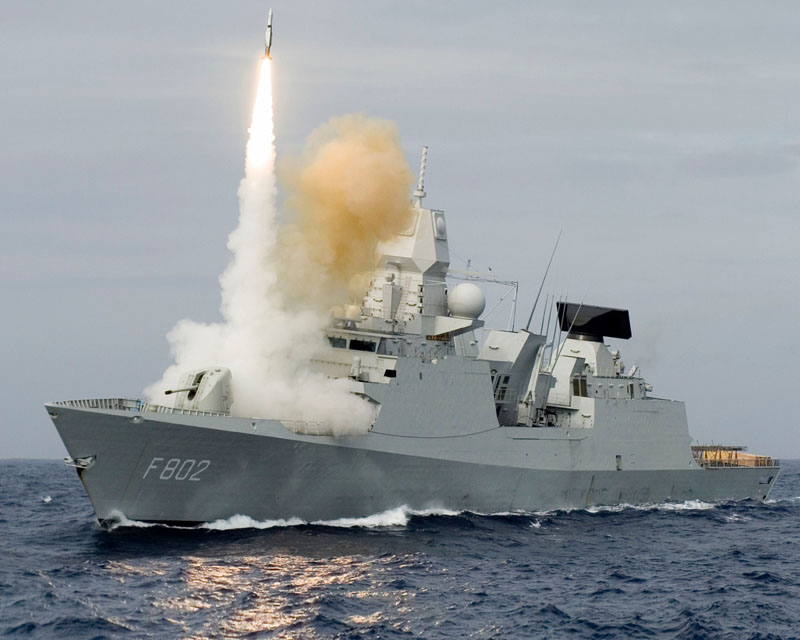
Hr.Ms. De Zeven Provinciën lanceert een SM-2.

- ER (Extended Range), met lanceertrap of booster, ter vervanging van de Terrier.
- MR (Medium Range), zonder booster, ter vervanging van de Tartar.

Omdat de Standard missile gebruikmaakt van dezelfde lanceerinrichtingen en radars als de oudere raketten zijn de volledige systemen (lanceerder, vuurleiding en raket) nog lang aangeduid als Terrier, dan wel Tartar systeem.
De Standard missile is primair een luchtdoelraket, maar de US Navy heeft ook varianten in gebruik gehad die tegen schepen gebruikt konden worden. 
Thans is de Standard missile-3 in productie, die ook tegen ballistische raketten gebruikt kan worden.

## Nederland
De Koninklijke Marine heeft de Standard missile-1 in gebruik gehad aan boord van de fregatten van de Trompklasse en Jacob van Heemskerckklasse. Thans bezit de marine de Standard missile-2, aan boord van de fregatten van de De Zeven Provinciënklasse. Er zijn plannen om de Standard missile-3 aan te schaffen.

## Typen
Hieronder enkele Standard missiles.

### RIM-66 SM-2 Medium Range Block III/IIIA/IIIB
- hoofdfunctie: luchtdoelraket
- lengte: 4,72 m
- massa: 708 kg
- diameter: 343 mm
- bereik: 74-167 km
- opsporingssysteem: semi-actieve radar
- eerste gebruik: 1981 (SM-2MR)

### RIM-156 SM-2 Extended Range Block IV
- hoofdfunctie: luchtverdediging
- lengte: 6,55 m met booster
- massa: 1466 kg
- diameter: 533 mm met booster
- spanwijdte: 1,08 m
- bereik: 185-370 km
- opsporingssysteem: semi-actieve radar
- eerste gebruik: 1998